# Магадеев, Басыр Давлетович
Басыр Давлетович Магадеев (баш. Мәһәҙиев Басир Дәүләтбай улы; 15 февраля 1933 — 2 июня 2014) — советский и российский геолог. Кандидат геолого-минералогических наук (1974). Заслуженный геолог Башкирской АССР (1982).

## Биография
Родился 15 февраля 1933 года в селе Абзаново Зианчуринского района Башкирской АССР.
Окончил Московский институт цветных металлов и золота им. М.И. Калинина в 1956 году.
С 1957 по 1960 год — геолог треста «Уралцветметразведка» Министерства цветной металлургии СССР, с 1960 по 1963 год — старший геолог Абзелиловской геолого-разведочной партии, с 1963 по 1978 год — начальник тематической партии геофизической экспедиции, с 1978 по 1992 год — заместитель генерального директора, главный геолог ПО «Башкиргеология».
В 1992–1997 гг. являлся председателем Государственного комитета Республики Башкортостан по геологии и использованию недр.
Скончался 2 июня 2014 года в городе Уфе. Похоронен на кладбище села Абзаново Зианчуринского района.

## Награды и звания
- Государственная премия СССР (1980, за открытие Юбилейного медно-колчеданного месторождения)
- Заслуженный геолог БАССР (1986)
- Орден Дружбы народов (1986)